# Sawokli
Sawokli, pleme Muskhogean Indijanaca s rijeke Chattahoochee na sjeveroistoku okruga Barbour u američkoj državi Alabama. Španjolci ih ovdje prvi puta nalaze u blizini slapova. Sawokli su imali 6 sela za koje je poznato, to su: Hatchee tcaba, u Alabami u okrugu Russell; Okawaigi, na Cowikee Creeku u okrugu Barbour; Okiti-yagani, u okrugu Clay, ne daleko od Fort Gaines. Selo Sawokli, osim na Chattahoocheeju imalo je još nekoliko lokacija. Selo Sawoklutci, jedino u Georgiji, na istočnoj obali Chattahoocheeja u okrugu Stewart. Posljednje je Tcawokli, na sjeveroistoku okruga Russell u Alabami. 
O populaciji Sawoklija malo se zna, uglavnom tek o pojedinim selima ili skupinama, i prilično je nepouzdana. Španjolci 1738. navode tek 20 Sawoklija. Očito besmisleno. Godine 1750. za 4 njihova sela spominje se broj od 50 muškaraca. Već 1760. podaci spominju veliko naselje od 190 muškaraca. Rani patrijarhalni putnici očito žene i djecu nisu smatrali dovoljno važnim da bi se računali u populaciju. Značajan je podatak za godinu 1832. za koju se kaže se da su Sawokli imali 187 duša, povrh toga i 42 roba. Ovi robovi zacijelo bijahu crnci koje su i Indijanci smatrali pogodnima za rad. Pojava ropstva na američkom Jugoistoku odrazila se i na kulturu Indijanaca, koji su uobičavali držati crnačke robove, štoviše i bunili su se protiv ukidanja ropstva. 
Španjolci svoje misije među Sawoklima podižu u drugoj polovici 17 stoljeća. Godine 1675. kubanski biskup Calderon utemeljuje misiju Santa Cruz de Sabacola. Grade se misije i među Creekima 1679. i 1681. Sawokli u ovim krajevima ostaju do 1706. ili 1707. kada ih potiskuju, čini se, ratoborni Muskogee. Sawokli se 1715. cijepaju na nekoliko naselja i dijele sudbinu s Creekima. U 17. stoljeću mora da je jedan njihov dio živio skroz na zapadu u području Yazoo Rivera, gdje je na mapi označen grad "Sabougla".

## Vanjske poveznice
- North American Indian - Population Records